# Xestoleberis toni
Xestoleberis toni is een mosselkreeftjessoort uit de familie van de Xestoleberididae. De wetenschappelijke naam van de soort is voor het eerst geldig gepubliceerd in 2003 door Wouters.